# サンスターアメリカインク
サンスターアメリカインクは、アメリカ合衆国シカゴに本社を置くオーラルケア事業に取り組むサンスターのグループ会社。旧社名はJ・O・バトラー社。

## 歴史
バトラー社の会社設立は1923年。歯科医師であったジョン・オスカー・バトラーが自分のオフィスで歯科医師相手に歯ブラシを販売する事から事業を開始した。その後社は発展しドラッグストアへ販売を始め、1980年代にはアメリカ外にも進出を果たす。1988年にサンスターにより買収され子会社となり、その後社名をサンスターアメリカインクと変更している。

## 製品
日本では「バトラー」というブランド名で主に歯科医院向けの歯ブラシの販売などを行っている。定番タイプの「バトラー＃211」が特に口腔ケアに意識の高い層に支持されている。東急ハンズなどの大手雑貨店でも入手が可能。

## 関連企業
- サンスター